# Кинбурнский полуостров

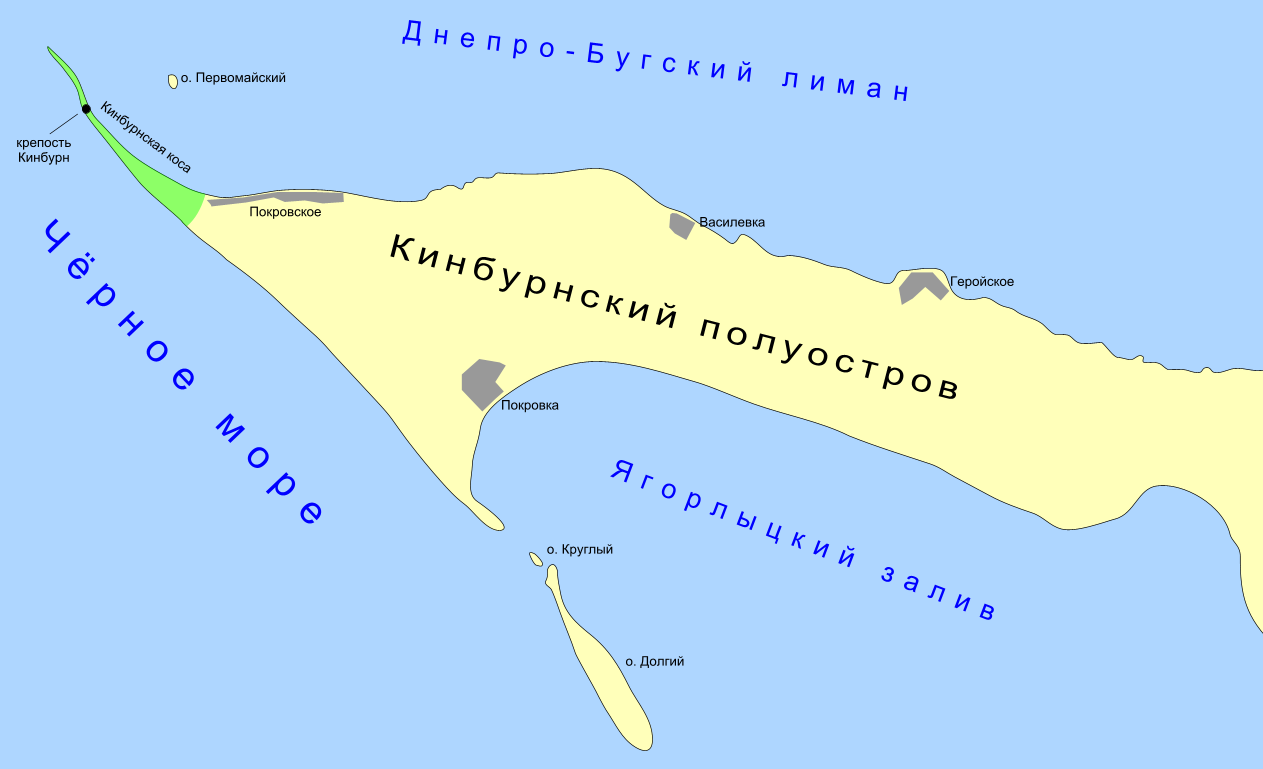
Карта Кинбурнского полуострова. Кинбурнская коса выделена зелёным цветом

Кинбурнский полуостров (укр. Кінбурнський півострів) — низменный полуостров между Днепровско-Бугским лиманом и Ягорлыцким заливом Черного моря, его длина — 45 км, ширина — 4-12 км, площадь — 215,6 км². Западная часть полуострова расположена в Николаевском районе Николаевской области, восточная часть — в Скадовском районе Херсонской области. Протяжённость береговых линий полуострова составляет 106 км, в том числе 23 км зоны открытого моря. На заповедные объекты полуострова (Черноморский биосферный заповедник, НПП «Белобережье Святослава», РЛП «Кинбурнская коса», водно-болотные угодья «Ягорлыцкий залив») приходится 68 % общей площади полуострова.

## Природа
Кинбурнский п-ов в приморской части оканчивается Кинбурнской косой на северо-западе и Покровским п-вом на юго-востоке, где сформированы две косы — отмирающая Покровская (Камбальная) и новая Сухая. Геологической основой территории п-ва являются аллювиальные отложения Днепра, представленные здесь мощной толщей песков. Частично перевеянные пески полуострова, — Кинбурнская арена (92 % территории п-ва), являются составляющей Олешковских песков (Кривульченко, 2024). Из общей площади Кинбурнской арены на холмистый тип рельефа приходится 51 %, плоскоравнинно-низинный — 29 %, впадины — 12 %.
Воды Черного моря, Ягорлыцкого залива и Днепровско-Бугского лимана, а также многочисленные соленые, изредка пресные озера (всего их на п-ве 988), близкое к поверхности залегание грунтовых вод в значительной степени предопределяют специфику и уникальность ландшафтов полуострова. На территории полуострова преобладают такие зонально-интразональные почвы как дерново-песчаные (ареносоли), здесь также развиты такие интразональные почвы как солончаки, солонцы-солончаки, черноземовидные солонцы (группа галоморфных почв), в приморских частях — маритимные почвы (группа талассосолей). Флора полуострова преимущественно представлена аренными дубравами, черноольшанниками, мелколиственными породами (береза днепровская, кустарники), суходольными лугами на песках, засоленными лугами на песках, лугами литоральной зоны, степными и болотными сообществами, галофитами. Искусственные леса, главным образом сосновые, — важная составляющая растительного покрова полуострова. Специфика фауны полуострова определяется голоценовой молодостью полуострова и расположением в приморской сухостепной подзоне. Наибольшим разнообразием здесь выделяется фауна беспозвоночных, а также млекопитающих, земноводных и особенно птиц. Через территорию полуострова проходят миграционные потоки многих видов птиц, что определяет международное природоохранное значение региона. На Кинбурнском полуострове гнездится около 240 видов птиц, в том числе лебеди, серые цапли, розовые пеликаны, гуси, фазаны, цапли. Фауна насчитывает большое количество видов, которые занесёны в Красную книгу Украины.
На территории полуострова выделено 16 видов ландшафтов, из которых эолово-гидрогенный ингрессионно-озерный является наиболее специфическим и уникальным для территории Украины.

## Экологическое значение
Кинбурнский полуостров — важное звено приморского экологического коридора, в пределах которого пролегают миграционные пути многих водоплавающих птиц. Здесь сложились благоприятные условия для их гнездования, сезонных концентраций и зимовки. В этом районе можно встретить около 300 видов пернатых. В 2001 году на Кинбурне зафиксировали рекордное для Восточной Европы количество пеликанов розовых. На участках приморских лугов между озерами Чернино и Черепашино, на околицах села Покровка, удалось сохранить одно из самых больших в Европе мест произрастания диких орхидей.
Территория полуострова — важный рекреационный и туристический объект Украины. Разнообразие ландшафтов, в частности несравненные морские и лиманно-морские пляжи, кинбурнские солеродные и грязевые озера, мелководья Ягорлыцкого залива, колковые рощи и лесные реликтовые массивы — Волыжин лес, Ковалевская сага — важные привлекательные объекты Кинбурнского полуострова.

## Население
На полуострове расположены сёла:
- Геройское (Херсонская область)
- Василевка (Очаковский район)
- Покровка (Очаковский район)
- Покровское (Очаковский район)

Суммарное количество населения — 843 человек (2016 год).

## История
Нынешний полуостров в древние времена был хорошо известен финикийским купцам и пиратам. Этот край когда-то называли Гилеей (Борисфенидой). «Если переправиться через Борисфен (Днепр), то первой от моря будет Гилея, а вверху от неё живут скифы-земледельцы», — писал о Кинбурнском полуострове древнегреческий историк Геродот, посетивший эту землю в далеком V в. до н. э. «Земля под густым лесом» (древнегреч. — Гилея) была хорошо знакома ольвиополитам (VII—VI в. до н. э.). Они считали эту землю священной. В истории сохранились легенды о ней как о земле, где жили Боги. Скифы считали эту местность особо значимой. Здесь у них был ритуальный центр. По преданиям, именно в этих местах они прятали своё золото. Археологами здесь обнаружены стоянки II тыс. до н. э., V ст. н. э. Тут шел путь «Путь из варяг в греки». В дистальной части (оконечности) Кинбурнской косы в XV веке турками была построена крепость Кинбурн, в районе которой А. В. Суворов разгромил крупный турецкий десант в 1787 году. В ходе Крымской войны крепость была разрушена франко-британским флотом.
В 2022 году в ходе российско-украинской войны полуостров был оккупирован российскими войсками.